# Wang Bao
Wang Bao (c. 84 - c. 53 avant notre ère), prénom de courtoisie Ziyuan (子淵), est un poète chinois de la dynastie des Han occidentaux. Il connaissait bien la tradition de la poésie chinoise classique. Il a été impliqué dans le renouveau de la poésie Chu Ci qui a eu lieu dans la deuxième partie du règne de l'empereur Xuan, et qui a conduit à la création de poésie qui ferait finalement partie de l'anthologie de poésie du même nom, compilée par Wang Yi (en). Chu Ci signifie « littérature de Chu », Chu étant la région d'un ancien royaume indépendant, situé dans ce qui était du point de vue de la dynastie Han le sud de la Chine. Wang Bao est particulièrement connu aujourd'hui comme l'auteur de la section Chu Ci "Neuf Regrets". Sa poésie n'était pas aussi célèbre que Li sao ou Tianwen. En effet, parfois, Qu Yuan a été crédité comme l'auteur de sa poésie (comme tous les contenus Chu Ci). Les œuvres de Wang Bao ont été incluses dans l'une des deux premières anthologies majeures de poésie chinoise, ce qui a contribué à préserver l'héritage de Wang Bao en tant que poète et auteur. Wang Bao est devenu célèbre sous le règne de l'empereur de la dynastie Han, l'empereur Han Xuandi (74 avant notre ère - 49 avant notre ère), et il a assisté aux cours de l'empereur et du prince, son héritier présomptif.